# Podocarpus humbertii
Podocarpus humbertii là một loài thực vật hạt trần trong họ Thông tre. Loài này được de Laub. miêu tả khoa học đầu tiên năm 1971 publ. 1972.